# Moses Sentamu
Moses Sentamu – ugandyjski piłkarz grający na pozycji napastnika. W swojej karierze grał w reprezentacji Ugandy.

## Kariera klubowa
W swojej karierze piłkarskiej Sentamu grał w klubie Kampala City Council.

## Kariera reprezentacyjna
W 1978 roku Sentamu został powołany do kadry na Puchar Narodów Afryki 1978. W tym turnieju był rezerwowym i nie rozegrał żadnego spotkania. Z Ugandą wywalczył wicemistrzostwo Afryki.